# Gobuster (herramienta de fuerza bruta)
Gobuster es una herramienta de software escrita en el lenguaje de programación Go para encontrar directorios y archivos ocultos en sitios web, lo hace realizando ataques de fuerza bruta.  No viene preinstalado con Kali Linux. 